# Manuel Vallejo

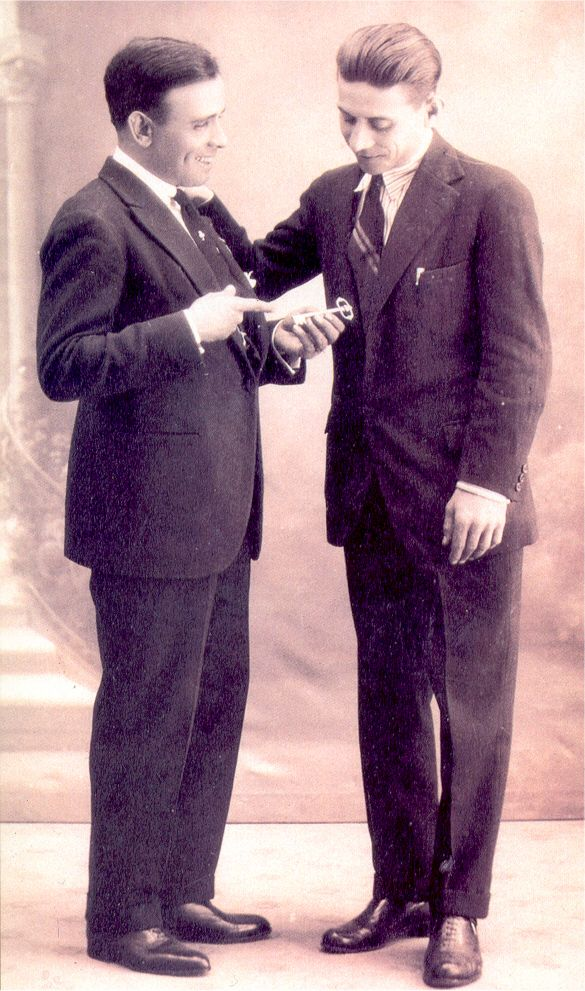
Manuel Vallejo (Manuel Jiménez Martínez de Pinillos) junto con su letrista, Emilio Mezquita, portando la Llave de Oro del Cante Flamenco otorgada en 1926.

Manuel Jiménez Martínez de Pinillos, conocido artísticamente como Manuel Vallejo (Sevilla, 15 de octubre de 1891-7 de agosto de 1960), fue un cantaor flamenco español. Galardonado con la II Llave de Oro del Cante en 1926, Vallejo supo interpretar multitud de palos flamencos. Muy popular en la etapa de la denominada ópera flamenca, en 1925 obtuvo también la Copa Pavón en el teatro madrileño del mismo nombre.

## Trayectoria
Manuel Vallejo fue un cantaor polifacético capaz de interpretar multitud de palos y estilos diferentes: de los fandangos a las bulerías, pasando por cantes como las siguiriyas y las soleás o los cantes de Levante, estilo donde se empleó con especial maestría en las malagueñas y en la media granaína. Asimismo, excepcionales fueron sus actuaciones por saetas en la Semana Santa de su Sevilla natal, sobre todo ante el Cristo del Gran Poder, en la Plaza de San Lorenzo, del que era fervoroso seguidor.
Discípulo aventajado de Antonio Chacón, su cante se encuadra dentro de la línea marcada por el maestro de Jerez de la Frontera y las lecciones que recibió en La Alameda de Hércules, durante sus primeros años como cantaor profesional, de artistas que habían conocido la edad de oro de la época de los cafés cantantes
Tras foguearse como profesional en la mencionada Alameda de Hércules, se estableció en Barcelona, actuando durante varios años en algunos de sus locales flamencos. Posteriormente, triunfó en Madrid, ciudad que por aquella época ya se había convertido en la más importante del mundo flamenco a nivel nacional. Vallejo pasó a ser, con el declive de Antonio Chacón, la figura más cotizada del flamenco de la época y el preferido por el público. Tras la muerte de Chacón, Vallejo encabezó espectáculos de ópera flamenca con los que se mantuvo en carteles hasta 1936. Pasada la guerra civil, siguió actuando en distintos elencos, haciendo giras hasta 1954, aproximadamente. Se retiró en los años cincuenta del siglo XX, falleciendo en Sevilla en 1960. Llegó a grabar en el curso de su carrera artística 123 discos. Fue acompañado por guitarristas de la categoría de Ramón Montoya, Miguel Borrull, Manolo de Huelva o Niño Ricardo, entre otros. 
Se le otorgó la Llave de Oro del Cante en el año 1926, que le fue entregada personalmente por Manuel Torre. Un año antes había sido galardonado con la Copa Pavón, instituida por la dirección del popular teatro madrileño situado en la cabecera del Rastro madrileño con un jurado presidido por Antonio Chacón.
A iniciativa de un grupo de aficionados, se colocó en 1982 un azulejo conmemorativo en la casa donde nació, en la calle San Luis, esquina con la barreduela de Padilla, en Sevilla.